# Habia de Stolzmann
Espèce
Statut de conservation UICN

 LC UICN 3.1 : Préoccupation mineure
Le Habia de Stolzmann (Chlorothraupis stolzmanni), anciennement Tangara de Stolzmann, est une espèce de la famille des Cardinalidae qui était auparavant placée dans la famille des Thraupidae.

## Répartition
Cet oiseau se trouve en Colombie et en Équateur.

## Habitat
Il vit dans les forêts humides subtropicales ou tropicales.

## Sous-espèces
D'après Alan P. Peterson, il en existe 2 sous-espèces :
- Chlorothraupis stolzmanni dugandi Meyer de Schauensee 1948 ;
- Chlorothraupis stolzmanni stolzmanni (Berlepsch & Taczanowski) 1884.